# 민기 (축구 선수)
민기(한국 한자: 閔基, 1987년 7월 27일 ~ )는 대한민국의 전 축구 선수이며, 포지션은 미드필더였다.